# Santa Clarita
Santa Clarita je město v okresu Los Angeles County ve státě Kalifornie ve Spojených státech amerických. Jedná se o třetí největší město v Los Angeles County, 17. největší město v Kalifornii a 103. největší město ve Spojených státech amerických. Nachází se asi 48 kilometrů severozápadně od centra Los Angeles. Na jihozápadě od města se ve vzdálenosti asi 76 kilometrů nachází město Thousand Oaks. 
K roku 2020 zde žilo 228 673 obyvatel. S celkovou rozlohou 161 km² byla hustota zalidnění 1 250 obyvatel na km². Město se nachází v Santa Clarita Valley podél řeky Santa Clara. Město je typickým příkladem tzv. satelitního města. 